# Sage Gateshead
Il Sage Gateshead è una sala da concerto e un centro di educazione musicale, situato a Gateshead, sulla sponda meridionale del fiume Tyne, nel nord est dell'Inghilterra. È stato aperto nel 2004 ed è occupato dal North Music Trust.
La sede fa parte dello sviluppo di Gateshead Quays, che comprende anche il BALTIC Center for Contemporary Art e il Gateshead Millennium Bridge.
L'edificio è stato realizzato da Norman Foster.